# توماس وودز
توماس وودز (بالإنجليزية: Thomas Woods)‏ هو مؤلف أيرلندي، ولد في 1923، وتوفي في 17 أبريل 1961.